# Unione Calcio Sampdoria 2015-2016
Questa voce raccoglie le informazioni riguardanti l'Unione Calcio Sampdoria nelle competizioni ufficiali della stagione 2015-2016.

## Stagione
L'attesa per il ritorno nelle coppe continentali viene immediatamente delusa, con l'eliminazione nel terzo turno di Europa League ad opera del Vojvodina. L'andata fa registrare la peggior sconfitta dei blucerchiati in casa a livello europeo, con il 4-0 a favore dei serbi. Lo scarto di gol decide già, di fatto, l'esito del confronto: nel ritorno, la Sampdoria non va oltre un successo per 2-0. In campionato, la squadra, rispetto all'anno precedente, presenta un rendimento buono ma a volte incostante, pareggiando contro il Napoli e battendo la Roma ma perdendo 2-0 contro il neo-promosso Frosinone. Dopo la sconfitta con la capolista Fiorentina, l'allenatore Walter Zenga viene sollevato dall'incarico con la squadra al decimo posto: in sostituzione giunge Vincenzo Montella, già calciatore blucerchiato negli anni '90. Con il nuovo corso tecnico, le cose peggiorano, dato che la squadra parte con 3 sconfitte di fila contro l'Udinese per 1-0, il Milan per 4-1 e il Sassuolo per 1-3, prima che la Sampdoria rialzi la testa grazie alle vittorie con il Palermo e nel derby, con cui chiude la prima parte del torneo a 23 punti.
La finestra invernale di mercato priva la squadra del suo finalizzatore, l'italo-brasiliano Éder, che con Montella segna solo un gol dopo rispetto agli 11 sotto Zenga e viene ceduto all'Inter. L'assenza di un attaccante prolifico non tarda a manifestare le proprie conseguenze, dal momento che i liguri hanno un girone di ritorno pessimo, il quarto peggiore del campionato, facendo solo 17 punti. Raggiunta la salvezza con tre giornate d'anticipo per effetto della vittoria contro la Lazio, i blucerchiati finiscono la stagione al 15º posto con due soli punti di vantaggio sul Carpi, chiudendo con tre sconfitte di fila contro il Palermo per 2-0, il derby contro il Genoa per 0-3 e contro la Juve per 5-0.

## Divise e sponsor
Lo sponsor tecnico per la stagione 2015-2016 è Joma. Il marchio Parà Tempotest viene confermato come secondo sponsor sulla maglia. Dalla 9ª giornata la casa automobilistica SsangYong Motor Company diventa terzo sponsor della squadra, il cui marchio viene posizionanto sul retro della maglia, sotto il numero. In occasione della sfida con l'Inter del 20 febbraio 2016 viene stipulata una temporary sponsorship con Samsung per pubblicizzare sulla maglia della Sampdoria l'uscita del nuovo Galaxy. La temporary sponsorship con Samsung viene poi rinnovata in occasione della sfida casalinga contro il Milan del 17 aprile 2016 per pubblicizzare sulla maglia della Sampdoria l'uscita del nuovo modello Galaxy S7.
| Casa (blucerchiata) | Trasferta (bianca) | Terza Divisa (gialla) |

## Organigramma societario
Consiglio di Amministrazione
- Presidente: Massimo Ferrero
- Consiglieri: Marco Benucci, Giorgio Ferrero, Vanessa Ferrero, Gaetano Sannolo

Direzione Generale
- Direttore Operativo: Alberto Bosco
- Staff Presidenza e Direzione Operativa: Cinzia Bruzzese, Tiziana Pucci

Direzione Sportiva
- Direttore sportivo: Carlo Osti
- Direttore Sportivo Settore Giovanile: Riccardo Pecini

Area organizzativa
- Segretario Generale: Massimo Ienca
- Segreteria Sportiva e Affari Internazionali: Federico Valdambrin
- Team manager: Giorgio Ajazzone
- Segreteria: Cecilia Lora, Pinuccia Sardella
- Responsabile Biglietteria e SLO: Sergio Tantill
- Area Biglietteria: Alberto Casagrande
- Delegato Sicurezza Stadio "Ferraris": Matteo Sanna
- Reception e Servizi: Fabio Bersi, Cristina Calvo, Chiara Gasparini

Area amministrativa
- Direttore Amministrativo: Carlo Catanoso
- Responsabile Personale: Anna Montanari
- Amministrazione: Alessio Rosabianca

Area comunicazione
- Direttore Comunicazione: Paolo Viganò
- Addetto Stampa: Federico Berlingheri
- Ufficio Stampa: Federico Falasca, Alessandro Pintimalli

Area marketing
- Responsabile Marketing: Nicoletta Sommella
- Area Marketing: Luca Guglielmo

Area logistica e acquisti
- Responsabile Logistica e Acquisti: Amedeo Tortarolo
- Responsabile Magazzino: Paolo Zanardi
- Magazzinieri: Anna Bugatto, Bardul Jaiji, Massimo Rossi, Roberto Rossi, Mauro Sutto

Settore Giovanile
- Responsabile Settore Giovanile: Giovanni Invernizzi
- Coordinatore Scouting: Fabio Papagni
- Segretari Settore Giovanile: Tommaso Mattioli, Manuela Gomiscek
- Coordinatore Attività di Base: Fabio Calcaterra
- Coordinatore Progetto Next Generation Sampdoria: Stefano Ghisleni

Staff tecnico
- Allenatore: Walter Zenga (fino al 10 novembre 2015), poi Vincenzo Montella
- Allenatore in seconda: Luigi Cagni (fino al 2 settembre 2015), poi Francesco Pedone (fino al 15 novembre 2015), poi Daniele Russo
- Collaboratore tecnico: Claudio Bellucci (fino al 15 novembre 2015), poi Nicola Caccia e Riccardo Manno
- Preparatore atletico: Alberto Bartali (fino al 15 novembre 2015)
- Preparatore atletico: Agostino Tibaudi
- Preparatore dei portieri: Antonello Brambilla (fino al 15 novembre 2015), poi Andrea Sardini
- Recupero Infortuni: Massimo Catalano
- Allenatore fisico: Emanuele Marra (dal 15 novembre 2015)
- Match analyst: Simone Montanaro (dal 15 novembre 2015)
- Training load analyst: Cristian Savoia (dal 15 novembre 2015)

Area
- Responsabile Medico: Dott. Amedeo Baldari
- Medici sociali: Prof. Claudio Mazzola, Dott. Alessandro Rollero, Dott. Gian Edilio Solimei
- Massaggiatori e Fisioterapisti: Roberto Cappannelli, Mauro Doimi, Giacomo Gazzari, Maurizio Lo Biundo

## Rosa
| N. |                       | Ruolo | Calciatore                      |
| -- | --------------------- | ----- | ------------------------------- |
| 1  | Italia (bandiera)     | P     | Christian Puggioni              |
| 2  | Italia (bandiera)     | P     | Emiliano Viviano                |
| 3  | Algeria (bandiera)    | D     | Djamel Mesbah                   |
| 4  | Finlandia (bandiera)  | D     | Niklas Moisander                |
| 5  | Italia (bandiera)     | D     | Mattia Cassani                  |
| 6  | Italia (bandiera)     | D     | Andrea Coda                     |
| 7  | Brasile (bandiera)    | C     | Fernando                        |
| 8  | Paraguay (bandiera)   | C     | Édgar Barreto                   |
| 9  | Spagna (bandiera)     | A     | Alejandro Rodríguez             |
| 10 | Argentina (bandiera)  | C     | Joaquín Correa                  |
| 11 | Italia (bandiera)     | A     | Federico Bonazzoli              |
| 11 | Brasile (bandiera)    | D     | Dodô                            |
| 13 | Portogallo (bandiera) | D     | Pedro Pereira                   |
| 16 | Italia (bandiera)     | D     | Andrea Ranocchia                |
| 17 | Italia (bandiera)     | C     | Angelo Palombo (capitano)       |
| 18 | Grecia (bandiera)     | C     | Lazaros Christodoulopoulos      |
| 19 | Italia (bandiera)     | D     | Vasco Regini                    |
| 20 | Serbia (bandiera)     | C     | Nenad Krstičić                  |
| 21 | Italia (bandiera)     | C     | Roberto Soriano (vice capitano) |
| 22 | Polonia (bandiera)    | C     | Paweł Wszołek                   |

| N. |                                 | Ruolo | Calciatore           |
| -- | ------------------------------- | ----- | -------------------- |
| 22 | Italia (bandiera)               | C     | Jacopo Sala          |
| 23 | Italia (bandiera)               | A     | Éder                 |
| 23 | Francia (bandiera)              | D     | Modibo Diakité       |
| 24 | Colombia (bandiera)             | A     | Luis Muriel          |
| 25 | Argentina (bandiera)            | C     | Ricky Álvarez        |
| 26 | Argentina (bandiera)            | D     | Matías Silvestre     |
| 27 | Italia (bandiera)               | A     | Fabio Quagliarella   |
| 28 | Italia (bandiera)               | C     | Giacomo Calò         |
| 29 | Italia (bandiera)               | D     | Lorenzo De Silvestri |
| 30 | Venezuela (bandiera)            | A     | Andrés Ponce         |
| 37 | Slovacchia (bandiera)           | D     | Milan Škriniar       |
| 57 | Italia (bandiera)               | P     | Alberto Brignoli     |
| 77 | Colombia (bandiera)             | C     | Carlos Carbonero     |
| 80 | Italia (bandiera)               | A     | Edoardo Oneto        |
| 87 | Bosnia ed Erzegovina (bandiera) | D     | Ervin Zukanović      |
| 92 | Italia (bandiera)               | C     | Michele Rocca        |
| 95 | Slovacchia (bandiera)           | C     | Dávid Ivan           |
| 96 | Italia (bandiera)               | P     | Samuele Massolo      |
| 97 | Italia (bandiera)               | C     | Leonardo Serinelli   |
| 99 | Italia (bandiera)               | A     | Antonio Cassano      |

## Calciomercato

### Sessione estiva (dal 1º/7 al 31/8)
Il mercato estivo della Samp vede gli arrivi di: Brignoli, Puggioni, Cassani, Pereira, Moisander, Zukanović, Carbonero, Torreira, Fernando, Rocca, Barreto, Lazaros, Ponce, A. Rodríguez e Cassano. Dai rispettivi prestiti tornano Krstičić e Bonazzoli che si aggregano alla rosa. Inoltre, la società acquisisce gli interi cartellini di De Silvestri, Silvestre, Coda e Muriel e rinnova il prestito di Viviano.
Non vengono confermati invece Romero, Frison, Munoz, Romagnoli, Acquah e Djordjevic. Vengono ceduti: Fiorillo, Cacciatore, M. Rodríguez, Volta, Fornasier, Salamon, Gavazzi, Rizzo, Obiang, Marchionni, Duncan, Piovaccari, Bergessio, Okaka e Eto'o. In prestito vengono mandati Falcone, Tozzo, Petdji Tsila, Placido, Rolando, Campaña, De Vitis, Eramo, Hromada, Lulić, Martinelli, Sampietro, Torreira, Wszołek, Corsini, Fedato e Sansone.
| Acquisti         | Acquisti                   | Acquisti              | Acquisti                                |
| R.               | Nome                       | da                    | Modalità                                |
| ---------------- | -------------------------- | --------------------- | --------------------------------------- |
| D                | Mattia Cassani             | Parma                 | svincolato                              |
| D                | Niklas Moisander           | Ajax                  | svincolato                              |
| D                | Matías Silvestre           | Inter                 | svincolato                              |
| C                | Édgar Barreto              | Palermo               | svincolato                              |
| A                | Antonio Cassano            | Parma                 | svincolato                              |
| D                | Andrea Coda                | Udinese               | riscatto                                |
| C                | Alfred Duncan              | Inter                 | riscatto (2,6 mln)                      |
| A                | Luis Muriel                | Udinese               | riscatto (10,5 mln)                     |
| P                | Christian Puggioni         | Chievo                | definitivo                              |
| D                | Lorenzo De Silvestri       | Fiorentina            | definitivo (1 mln)                      |
| D                | Pedro Pereira              | Benfica               | definitivo                              |
| D                | Ervin Zukanović            | Chievo                | definitivo (2,9 mln)                    |
| C                | Fernando                   | Šachtar               | definitivo (8 mln)                      |
| C                | Michele Rocca              | Inter                 | definitivo                              |
| C                | Nenad Krstičić             | Bologna               | fine prestito                           |
| A                | Federico Bonazzoli         | Inter                 | fine prestito                           |
| P                | Alberto Brignoli           | Juventus              | prestito                                |
| P                | Emiliano Viviano           | Palermo               | prestito con obbligo riscatto (2,2 mln) |
| C                | Carlos Carbonero           | Fénix                 | prestito                                |
| C                | Lazaros Christodoulopoulos | Verona                | prestito                                |
| A                | Alejandro Rodríguez        | Cesena                | prestito                                |
| Altre operazioni |                            |                       |                                         |
| R.               | Nome                       | da                    | Modalità                                |
| D                | Oliveira Jefferson         |                       | svincolato                              |
| C                | Lucas Torreira             | Pescara               | definitivo (2 mln)                      |
| A                | Francesco Fedato           | Catania               | definitivo                              |
| A                | Domenico Cuomo             | Avellino              | definitivo                              |
| A                | Antonio Di Nardo           | Latina                | definitivo                              |
| A                | Andrés Ponce               | Olhanense             | definitivo                              |
| A                | Christian Tommasini        | Cesena                | definitivo                              |
| C                | Giedrius Matulevicius      | Arezzo                | svincolato                              |
| P                | Titas Krapikas             | Nacionaline akademija | prestito                                |
| D                | Lorenzo Coselli            | Prato                 | prestito                                |
| D                | Giacomo Ferrazzo           | Pordenone             | prestito                                |
| A                | Michal Tomič               | Senica                | prestito biennale                       |
| P                | Wladimiro Falcone          | Como                  | fine prestito                           |
| P                | Andrea Tozzo               | Novara                | fine prestito                           |
| D                | Luca Piana                 | Pistoiese             | fine prestito                           |
| D                | Mattia Placido             | Pordenone             | fine prestito                           |
| D                | Matías Rodríguez           | Grêmio                | fine prestito                           |
| D                | Gabriele Rolando           | Como                  | fine prestito                           |
| D                | Bartosz Salamon            | Pescara               | fine prestito                           |
| D                | Massimo Volta              | Cesena                | fine prestito                           |
| C                | José Campaña               | Porto                 | fine prestito                           |
| C                | Mirko Eramo                | Ternana               | fine prestito                           |
| C                | Davide Gavazzi             | Ternana               | fine prestito                           |
| C                | Jakub Hromada              | Pro Vercelli          | fine prestito                           |
| C                | Mattia Lombardo            | Pontedera             | fine prestito                           |
| C                | Alessandro Martinelli      | Modena                | fine prestito                           |
| C                | Gianluca Sampietro         | Ancona                | fine prestito                           |
| A                | Simone Corazza             | Novara                | fine prestito                           |
| A                | Andrea Magrassi            | Martina               | fine prestito                           |
| A                | Federico Piovaccari        | Eibar                 | fine prestito                           |
| A                | Gianluca Sansone           | Bologna               | fine prestito                           |
| A                | Andelko Savic              | Losanna               | fine prestito                           |
| A                | Stefano Scappini           | Savona                | fine prestito                           |

| Cessioni         | Cessioni                     | Cessioni              | Cessioni                              |
| R.               | Nome                         | a                     | Modalità                              |
| ---------------- | ---------------------------- | --------------------- | ------------------------------------- |
| P                | Sergio Romero                | Manchester Utd        | svincolato                            |
| A                | Gonzalo Bergessio            | Atlas                 | rescissione                           |
| A                | Samuel Eto'o                 | Antalyaspor           | rescissione                           |
| P                | Alberto Frison               | Catania               | fine prestito                         |
| D                | Ezequiel Muñoz               | Palermo               | fine prestito                         |
| D                | Alessio Romagnoli            | Roma                  | fine prestito                         |
| C                | Afriyie Acquah               | Hoffenheim            | fine prestito                         |
| A                | Luka Djordjevic              | Zenit San Pietroburgo | fine prestito                         |
| C                | Marco Marchionni             | Latina                | definitivo                            |
| C                | Pedro Obiang                 | West Ham Utd          | definitivo (6 mln)                    |
| A                | Stefano Okaka                | Anderlecht            | definitivo (3 mln)                    |
| D                | Fabrizio Cacciatore          | Chievo                | prestito con obbligo riscatto         |
| C                | Alessandro De Vitis          | SPAL                  | prestito                              |
| C                | Alfred Duncan                | Sassuolo              | prestito con obbligo riscatto (6 mln) |
| C                | Karlo Lulić                  | Bohemians 1905        | prestito                              |
| C                | Luca Rizzo                   | Bologna               | prestito con obbligo riscatto (6 mln) |
| C                | Paweł Wszołek                | Verona                | prestito                              |
| Altre operazioni |                              |                       |                                       |
| R.               | Nome                         | a                     | Modalità                              |
| C                | Mattia Lombardo              | Pro Vercelli          | rescissione                           |
| A                | Andelko Savic                | Neuchâtel Xamax       | rescissione                           |
| A                | Federico Piovaccari          | Western Sydney        | rescissione                           |
| P                | Vincenzo Fiorillo            | Juventus              | definitivo                            |
| D                | Michele Fornasier            | Pescara               | definitivo                            |
| D                | Matías Rodríguez             | Universidad de Chile  | definitivo                            |
| D                | Luca Piana                   | Pro Piacenza          | definitivo                            |
| D                | Bartosz Salamon              | Cagliari              | definitivo (1.2 mln)                  |
| D                | Massimo Volta                | Perugia               | definitivo                            |
| C                | Davide Gavazzi               | Avellino              | definitivo                            |
| A                | Simone Corazza               | Novara                | definitivo                            |
| A                | Andrea Magrassi              | Olhanense             | definitivo                            |
| A                | Stefano Scappini             | Pontedera             | definitivo                            |
| P                | Wladimiro Falcone            | Savona                | prestito                              |
| P                | Andrea Tozzo                 | Novara                | prestito                              |
| D                | Oliveira Jefferson           | Atlético CP           | prestito                              |
| D                | Georges Douglas Petdji Tsila | Pro Patria            | prestito                              |
| D                | Mattia Placido               | Pistoiese             | prestito                              |
| D                | Gabriele Rolando             | Matera                | prestito                              |
| C                | José Campaña                 | Alcorcón              | prestito                              |
| C                | Mirko Eramo                  | Trapani               | prestito                              |
| C                | Jakub Hromada                | Senica                | prestito biennale                     |
| C                | Alessandro Martinelli        | Brescia               | prestito                              |
| C                | Gianluca Sampietro           | Pro Patria            | prestito                              |
| C                | Lucas Torreira               | Pescara               | prestito                              |
| A                | Andrea Corsini               | Cuneo                 | prestito                              |
| A                | Francesco Fedato             | Livorno               | prestito                              |
| A                | Gianluca Sansone             | Bari                  | prestito                              |

### Sessione invernale (dal 4/1 al 1º/2)
Il mercato di gennaio vede le partenze di Coda, Zukanović, Regini, Rocca, Bonazzoli e Éder e gli arrivi di Ranocchia, Diakité, Škriniar, Dodô, Sala, Álvarez, Quagliarella.
| Acquisti         | Acquisti           | Acquisti   | Acquisti                                   |
| R.               | Nome               | da         | Modalità                                   |
| ---------------- | ------------------ | ---------- | ------------------------------------------ |
| D                | Modibo Diakité     | Frosinone  | definitivo                                 |
| D                | Milan Škriniar     | Žilina     | definitivo (1 mln)                         |
| D                | Dodô               | Inter      | prestito                                   |
| D                | Andrea Ranocchia   | Inter      | prestito                                   |
| C                | Ricky Álvarez      | Sunderland | svincolato                                 |
| C                | Jacopo Sala        | Verona     | prestito con obbligo di riscatto (5 mln)   |
| A                | Fabio Quagliarella | Torino     | prestito con obbligo di riscatto (2.7 mln) |
| Altre operazioni |                    |            |                                            |
| R.               | Nome               | da         | Modalità                                   |
| C                | Joao Ricciulli     | Arezzo     | definitivo                                 |
| A                | Ibourahima Balde   | Arezzo     | definitivo                                 |
| D                | Mattia Placido     | Pistoiese  | fine prestito                              |

| Cessioni         | Cessioni           | Cessioni        | Cessioni                                             |
| R.               | Nome               | a               | Modalità                                             |
| ---------------- | ------------------ | --------------- | ---------------------------------------------------- |
| D                | Andrea Coda        | Pescara         | prestito con diritto di riscatto                     |
| D                | Vasco Regini       | Napoli          | prestito con diritto di riscatto                     |
| D                | Ervin Zukanović    | Roma            | prestito con obbligo di riscatto (4 mln)             |
| C                | Michele Rocca      | Virtus Lanciano | prestito                                             |
| A                | Federico Bonazzoli | Virtus Lanciano | prestito                                             |
| A                | Éder               | Inter           | prestito biennale con obbligo di riscatto (13.5 mln) |
| Altre operazioni |                    |                 |                                                      |
| R.               | Nome               | a               | Modalità                                             |
| D                | Mattia Placido     | Savona          | prestito                                             |
| A                | Edoardo Oneto      | Real Oviedo     | definitivo                                           |

## Risultati

### Serie A

#### Girone di andata
| Arbitro: | Fabbri (Ravenna) |

|                                                   |           |                          |
| Éder 14’ (rig.), 33’ Muriel 21’, 31’ Fernando 37’ | Marcatori | 38’ A. Lazzari 88’ Matos |

| Arbitro: | Gervasoni (Mantova) |

|                 |           |                      |
| Higuaín 9’, 39’ | Marcatori | 58’ (rig.), 59’ Éder |

| Arbitro: | Cervellera (Taranto) |

|                      |           |  |
| Éder 75’ Soriano 79’ | Marcatori |  |

| Arbitro: | Giacomelli (Trieste) |

|                       |           |  |
| Quagliarella 18’, 24’ | Marcatori |  |

| Arbitro: | Banti (Livorno) |

|                             |           |           |
| Éder 50’ Manolas 85’ (aut.) | Marcatori | 69’ Salah |

| Arbitro: | Valeri (Roma) |

|                                 |           |               |
| Moisander 7’ (aut.) Denis 90+1’ | Marcatori | 90+4’ Soriano |

| Arbitro: | Rocchi (Firenze) |

|            |           |             |
| Muriel 51’ | Marcatori | 76’ Perisic |

| Arbitro: | Irrati (Pistoia) |

|                          |           |  |
| Paganini 54’ Dionisi 55’ | Marcatori |  |

| Arbitro: | Mariani (Aprilia) |

|                                                 |           |            |
| Muriel 11’ Zukanović 28’ Soriano 45+1’ Éder 54’ | Marcatori | 75’ Ioniță |

| Arbitro: | Cervellera (Taranto) |

|          |           |                 |
| Éder 67’ | Marcatori | 60’ Pucciarelli |

| Arbitro: | Gavillucci (Latina) |

|             |           |         |
| Inglese 34’ | Marcatori | 8’ Éder |

| Arbitro: | Russo (Nola) |

|  |           |                        |
|  | Marcatori | 10’ Iličič 58’ Kalinić |

| Arbitro: | Di Bello (Brindisi) |

|          |           |  |
| Badu 35’ | Marcatori |  |

| Arbitro: | Doveri (Roma) |

|                                                        |           |                 |
| Bonaventura 16’ Niang 38’ (rig.), 49’ Luiz Adriano 79’ | Marcatori | 87’ (rig.) Éder |

| Arbitro: | Mariani (Aprilia) |

|               |           |                                       |
| Zukanović 90’ | Marcatori | 8’ Acerbi 27’ Floccari 39’ Pellegrini |

| Arbitro: | Calvarese (Teramo) |

|           |           |                 |
| Matri 78’ | Marcatori | 90+3’ Zukanović |

| Arbitro: | Fabbri (Ravenna) |

|                      |           |  |
| Soriano 53’ Ivan 76’ | Marcatori |  |

| Arbitro: | Valeri (Roma) |

|                    |           |                           |
| Pavoletti 69’, 81’ | Marcatori | 18’, 49’ Soriano 39’ Éder |

| Arbitro: | Mazzoleni (Bergamo) |

|             |           |                       |
| Cassano 64’ | Marcatori | 17’ Pogba 46’ Khedira |

#### Girone di ritorno
| Arbitro: | Mariani (Aprilia) |

|                              |           |            |
| Lollo 27’ Mbakogu 55’ (rig.) | Marcatori | 33’ Correa |

| Arbitro: | Orsato (Schio) |

|                     |           |                                                         |
| Correa 45’ Éder 73’ | Marcatori | 9’ Higuain 18’ (rig.) L. Insigne 60’ Hamsik 79’ Mertens |

| Arbitro: | Fabbri (Ravenna) |

|                                          |           |                       |
| Mounier 12’ Donsah 24’ Destro 88’ (rig.) | Marcatori | 54’ Muriel 80’ Correa |

| Arbitro: | Guida (Torre Annunziata) |

|                        |           |                    |
| Muriel 66’ Soriano 84’ | Marcatori | 71’, 90+4’ Belotti |

| Arbitro: | Celi (Bari) |

|                          |           |                   |
| Florenzi 45’ Perotti 50’ | Marcatori | 57’ (aut.) Pjanic |

| Genova 14 febbraio 2016, ore 15:00 CET 25ª giornata | Sampdoria         | 0 – 0 referto | Atalanta | Stadio Luigi Ferraris (20.341 spett.)\| Arbitro: \| Damato (Barletta) \| |
| Arbitro:                                            | Damato (Barletta) |               |          |                                                                          |

| Arbitro: | Massa (Imperia) |

|                                       |           |                    |
| D'Ambrosio 23’ Miranda 57’ Icardi 73’ | Marcatori | 90+2’ Quagliarella |

| Arbitro: | Orsato (Schio) |

|                               |           |  |
| Fernando 44’ Quagliarella 69’ | Marcatori |  |

| Arbitro: | Cervellera (Taranto) |

|  |           |                                               |
|  | Marcatori | 6’ Soriano 11’ Cassano 30’ Christodoulopoulos |

| Arbitro: | Fabbri (Ravenna) |

|             |           |                  |
| Laurini 82’ | Marcatori | 42’ Quagliarella |

| Arbitro: | Pairetto (Nichelino) |

|  |           |                |
|  | Marcatori | 24’ Meggiorini |

| Arbitro: | Gervasoni (Mantova) |

|            |           |             |
| Iličič 24’ | Marcatori | 39’ Álvarez |

| Arbitro: | Russo (Nola) |

|                                |           |  |
| Armero 58’ (aut.) Fernando 85’ | Marcatori |  |

| Arbitro: | Valeri (Roma) |

|  |           |           |
|  | Marcatori | 71’ Bacca |

| Reggio nell'Emilia 20 aprile 2016, ore 18:30 CEST 34ª giornata | Sassuolo          | 0 – 0 referto | Sampdoria | Mapei Stadium (9.392 spett.)\| Arbitro: \| Mariani (Aprilia) \| |
| Arbitro:                                                       | Mariani (Aprilia) |               |           |                                                                 |

| Arbitro: | Rizzoli (Bologna) |

|                               |           |             |
| Fernando 20’ De Silvestri 78’ | Marcatori | 3’ Đorđević |

| Arbitro: | Mazzoleni (Bergamo) |

|                                 |           |  |
| Vázquez 19’ Krstičić 85’ (aut.) | Marcatori |  |

| Arbitro: | Banti (Livorno) |

|  |           |                            |
|  | Marcatori | 3’ Pavoletti 26’, 74’ Suso |

| Arbitro: | Gavillucci (Latina) |

|                                                          |           |  |
| Evra 6’ Dybala 15’ (rig.), 37’ Chiellini 77’ Bonucci 85’ | Marcatori |  |

### Coppa Italia

#### Fase finale
| Arbitro: | Celi (Bari) |

|  |           |                       |
|  | Marcatori | 50’ Niang 90+3’ Bacca |

### UEFA Europa League

#### Terzo turno preliminare
| Arbitro: | Ekberg |

|  |           |                                                  |
|  | Marcatori | 4’ Ivanić 49’ Stanisavljević 58’, 90+1’ Ožegović |

| Arbitro: | Raczkowski |

|  |           |                     |
|  | Marcatori | 15’ Éder 70’ Muriel |

## Statistiche

### Statistiche di squadra
| Competizione  | Punti                   | In casa | In casa | In casa | In casa | In casa | In casa | In trasferta | In trasferta | In trasferta | In trasferta | In trasferta | In trasferta | Totale | Totale | Totale | Totale | Totale | Totale | D.R. |
| Competizione  | Punti                   | G       | V       | N       | P       | Gf      | Gs      | G            | V            | N            | P            | Gf           | Gs           | G      | V      | N      | P      | Gf     | Gs     | D.R. |
| ------------- | ----------------------- | ------- | ------- | ------- | ------- | ------- | ------- | ------------ | ------------ | ------------ | ------------ | ------------ | ------------ | ------ | ------ | ------ | ------ | ------ | ------ | ---- |
| Serie A       | 40                      | 19      | 8       | 4       | 7       | 29      | 25      | 19           | 2            | 6            | 11           | 19           | 36           | 38     | 10     | 10     | 18     | 48     | 61     | -13  |
| Coppa Italia  | Ottavi di finale        | 1       | 0       | 0       | 1       | 0       | 2       | 0            | 0            | 0            | 0            | 0            | 0            | 1      | 0      | 0      | 1      | 0      | 2      | -2   |
| Europa League | Terzo turno preliminare | 1       | 0       | 0       | 1       | 0       | 4       | 1            | 1            | 0            | 0            | 2            | 0            | 2      | 1      | 0      | 1      | 2      | 4      | −2   |
| Totale        | 40                      | 21      | 8       | 4       | 9       | 29      | 31      | 20           | 3            | 6            | 11           | 21           | 36           | 41     | 11     | 10     | 20     | 50     | 67     | -17  |

### Andamento in campionato
| Giornata  | 1 | 2 | 3 | 4 | 5 | 6 | 7 | 8  | 9 | 10 | 11 | 12 | 13 | 14 | 15 | 16 | 17 | 18 | 19 | 20 | 21 | 22 | 23 | 24 | 25 | 26 | 27 | 28 | 29 | 30 | 31 | 32 | 33 | 34 | 35 | 36 | 37 | 38 |
| --------- | - | - | - | - | - | - | - | -- | - | -- | -- | -- | -- | -- | -- | -- | -- | -- | -- | -- | -- | -- | -- | -- | -- | -- | -- | -- | -- | -- | -- | -- | -- | -- | -- | -- | -- | -- |
| Luogo     | C | T | C | T | C | T | C | T  | C | C  | T  | C  | T  | T  | C  | T  | C  | T  | C  | T  | C  | T  | C  | T  | C  | T  | C  | T  | T  | C  | T  | C  | C  | T  | C  | T  | C  | T  |
| Risultato | V | N | V | P | V | P | N | P  | V | N  | N  | P  | P  | P  | P  | N  | V  | V  | P  | P  | P  | P  | N  | P  | N  | P  | V  | V  | N  | P  | N  | V  | P  | N  | V  | P  | P  | P  |
| Posizione | 1 | 6 | 3 | 7 | 5 | 9 | 9 | 10 | 7 | 9  | 9  | 10 | 12 | 13 | 14 | 16 | 14 | 13 | 13 | 14 | 17 | 17 | 17 | 17 | 17 | 17 | 16 | 13 | 14 | 15 | 16 | 14 | 15 | 15 | 14 | 15 | 15 | 15 |

Fonte:  Serie A – Classifiche, su sport.sky.it, Sky Sport. URL consultato il 27 luglio 2015 (archiviato dall'url originale l'11 settembre 2014).
Legenda:

Luogo: C = Casa; T = Trasferta. Risultato: V = Vittoria; N = Pareggio; P = Sconfitta.

### Statistiche dei giocatori
Sono in corsivo i calciatori che hanno lasciato la società a stagione in corso.
| Giocatore             | Serie A  | Serie A | Serie A     | Serie A    | Coppa Italia | Coppa Italia | Coppa Italia | Coppa Italia | Europa League | Europa League | Europa League | Europa League | Totale   | Totale | Totale      | Totale     |
| Giocatore             | Presenze | Reti    | Ammonizioni | Espulsioni | Presenze     | Reti         | Ammonizioni  | Espulsioni   | Presenze      | Reti          | Ammonizioni   | Espulsioni    | Presenze | Reti   | Ammonizioni | Espulsioni |
| --------------------- | -------- | ------- | ----------- | ---------- | ------------ | ------------ | ------------ | ------------ | ------------- | ------------- | ------------- | ------------- | -------- | ------ | ----------- | ---------- |
| R. Álvarez            | 13       | 1       | 2           | 0          | 0            | 0            | 0            | 0            | 0             | 0             | 0             | 0             | 13       | 1      | 2           | 0          |
| E. Barreto            | 30       | 0       | 3           | 0          | 0            | 0            | 0            | 0            | 2             | 0             | 0             | 0             | 32       | 0      | 3           | 0          |
| F. Bonazzoli          | 4        | 0       | 0           | 0          | 1            | 0            | 0            | 0            | 2             | 0             | 0             | 0             | 7        | 0      | 0           | 0          |
| A. Brignoli           | 1        | -5      | 0           | 0          | 0            | -0           | 0            | 0            | 0             | -0            | 0             | 0             | 1        | -5     | 0           | 0          |
| C. Carbonero          | 14       | 0       | 3           | 0          | 1            | 0            | 0            | 0            | 0             | 0             | 0             | 0             | 15       | 0      | 3           | 0          |
| M. Cassani            | 25       | 0       | 6           | 1          | 1            | 0            | 0            | 0            | 2             | 0             | 1             | 0             | 28       | 0      | 7           | 1          |
| A. Cassano            | 24       | 2       | 1           | 0          | 1            | 0            | 0            | 0            | 0             | 0             | 0             | 0             | 25       | 2      | 1           | 0          |
| L. Christodoulopoulos | 10       | 1       | 3           | 0          | 1            | 0            | 1            | 0            | 0             | 0             | 0             | 0             | 11       | 1      | 4           | 0          |
| A. Coda               | 4        | 0       | 1           | 0          | 0            | 0            | 0            | 0            | 1             | 0             | 1             | 0             | 5        | 0      | 2           | 0          |
| J. Correa             | 25       | 3       | 5           | 1          | 0            | 0            | 0            | 0            | 0             | 0             | 0             | 0             | 25       | 3      | 5           | 1          |
| L. De Silvestri       | 17       | 1       | 4           | 0          | 0            | 0            | 0            | 0            | 0             | 0             | 0             | 0             | 17       | 1      | 4           | 0          |
| M. Diakité            | 8        | 0       | 4           | 0          | 0            | 0            | 0            | 0            | 0             | 0             | 0             | 0             | 8        | 0      | 4           | 0          |
| Dodô                  | 17       | 0       | 4           | 0          | 0            | 0            | 0            | 0            | 0             | 0             | 0             | 0             | 17       | 0      | 4           | 0          |
| Éder                  | 19       | 12      | 2           | 0          | 0            | 0            | 0            | 0            | 2             | 1             | 1             | 0             | 21       | 13     | 3           | 0          |
| Fernando              | 35       | 4       | 14          | 0          | 1            | 0            | 0            | 0            | 2             | 0             | 1             | 0             | 38       | 4      | 15          | 0          |
| D. Ivan               | 21       | 1       | 4           | 1          | 1            | 0            | 0            | 0            | 1             | 0             | 1             | 0             | 23       | 1      | 5           | 1          |
| N. Krstičić           | 10       | 0       | 5           | 0          | 0            | 0            | 0            | 0            | 2             | 0             | 1             | 0             | 12       | 0      | 6           | 0          |
| D. Mesbah             | 7        | 0       | 2           | 0          | 1            | 0            | 0            | 0            | 0             | 0             | 0             | 0             | 8        | 0      | 2           | 0          |
| N. Moisander          | 22       | 0       | 4           | 1          | 1            | 0            | 0            | 0            | 0             | 0             | 0             | 0             | 23       | 0      | 4           | 1          |
| L. Muriel             | 32       | 6       | 3           | 0          | 1            | 0            | 0            | 0            | 2             | 1             | 0             | 0             | 35       | 7      | 3           | 0          |
| A. Palombo            | 7        | 0       | 0           | 0          | 0            | 0            | 0            | 0            | 1             | 0             | 0             | 0             | 8        | 0      | 0           | 0          |
| P. Pereira            | 9        | 0       | 0           | 0          | 0            | 0            | 0            | 0            | 0             | 0             | 0             | 0             | 9        | 0      | 0           | 0          |
| A. Ponce              | 1        | 0       | 0           | 0          | 0            | 0            | 0            | 0            | 0             | 0             | 0             | 0             | 1        | 0      | 0           | 0          |
| C. Puggioni           | 0        | -0      | 0           | 0          | 0            | -0           | 0            | 0            | 0             | -0            | 0             | 0             | 0        | -0     | 0           | 0          |
| F. Quagliarella       | 16       | 3       | 1           | 0          | 0            | 0            | 0            | 0            | 0             | 0             | 0             | 0             | 16       | 3      | 1           | 0          |
| A. Ranocchia          | 14       | 0       | 5           | 1          | 0            | 0            | 0            | 0            | 0             | 0             | 0             | 0             | 14       | 0      | 5           | 1          |
| V. Regini             | 14       | 0       | 2           | 0          | 1            | 0            | 0            | 0            | 1             | 0             | 0             | 0             | 16       | 0      | 2           | 0          |
| M. Rocca              | 1        | 0       | 0           | 0          | 0            | 0            | 0            | 0            | 0             | 0             | 0             | 0             | 1        | 0      | 0           | 0          |
| A. Rodriguez          | 6        | 0       | 0           | 0          | 0            | 0            | 0            | 0            | 0             | 0             | 0             | 0             | 6        | 0      | 0           | 0          |
| J. Sala               | 5        | 0       | 2           | 0          | 0            | 0            | 0            | 0            | 0             | 0             | 0             | 0             | 5        | 0      | 2           | 0          |
| M. Silvestre          | 25       | 0       | 7           | 0          | 0            | 0            | 0            | 0            | 2             | 0             | 0             | 0             | 27       | 0      | 7           | 0          |
| M. Škriniar           | 3        | 0       | 1           | 1          | 0            | 0            | 0            | 0            | 0             | 0             | 0             | 0             | 3        | 0      | 1           | 1          |
| R. Soriano            | 37       | 8       | 7           | 0          | 1            | 0            | 0            | 0            | 2             | 0             | 0             | 0             | 40       | 8      | 7           | 0          |
| E. Viviano            | 37       | -56     | 2           | 0          | 1            | -2           | 0            | 0            | 2             | -4            | 0             | 0             | 40       | -62    | 2           | 0          |
| P. Wszolek            | 2        | 0       | 0           | 0          | 0            | 0            | 0            | 0            | 2             | 0             | 0             | 0             | 4        | 0      | 0           | 0          |
| E. Zukanović          | 16       | 3       | 5           | 1          | 1            | 0            | 0            | 1            | 2             | 0             | 0             | 0             | 19       | 3      | 5           | 2          |